# سوسامي
سوسامي (باليابانية: すさみ町) هي بلدية في اليابان، وبلدة في اليابان، تقع في واكاياما، ومقاطعة نيشيمورو، بلغ عدد سكانها 3,923  نسمة وذلك حسب إحصائيات سنة 2017، تبلغ مساحتها 174.46 كيلومتر مربع.

## الموقع
تشترك في الحدود مع:
- كوشيموتو، واكاياما
- كوزاغاوا
- شيراهاما واكاياما.